# 중화인민공화국 국무원
중화인민공화국 국무원(중국어 간체자: 中华人民共和国国务院, 정체자: 中華人民共和國國務院, 병음: Zhónghuá Rénmín Gònghéguó Guówùyuàn)은 중화인민공화국의 중앙행정기관이다. 중화인민공화국 건국 초기에는 정무원(政務院)이라고 칭했다가 지금의 이름이 되었다.

## 조직 구성
국무원의 수장인 국무원총리는 국가주석의 제청으로 지명된 후보를 전국인민대표대회에서 투표로 선출하며, 국무원부총리와 국무위원은 국무원총리가 지명한 후보를 전국인민대표대회가 인준한다. 총리, 부총리, 국무위원의 임기는 각각 5년이며 2번까지 연임할 수 있다.
2024년 5월 1일 현재 국무원총리는 리창이며 부총리는 4명으로 딩쉐샹, 허리펑, 장궈칭, 류궈중이다. 4명의 부총리 중 최선임이 상무 부총리이며, 딩쉐샹이 이를 맡고 있다. 국무원 총리 및 부총리 아래에는 국무위원들이 있으며, 외교부, 국방부, 공안부장이 겸임하고 있다.
국무원은 상무회의와 전체회의로 구성되어 있으며 두 회의 모두 국무원총리가 주관한다.

### 상무회의
상무회의의 주요 업무는 국무원의 사무 중 중요한 사항의 토의 결정, 법률 초안 검토, 행정 법규 초안 심의이며 그밖에 다른 중요 사항을 검토하고 결정한다. 이때, 상무회의의 조직 업무는 국무원 사무청이 맡는다.
현재까지 총 14대 상무회의 임원들이 임명되었다.
| 순위 | 이름     | 임원 | 공직                    | 정당 | 정당       | 당직                                                         |
| ---- | -------- | ---- | ----------------------- | ---- | ---------- | ------------------------------------------------------------ |
| 1    | 리창     |      | 국무원총리              |      | 중국공산당 | 중국공산당 중앙정치국 상무위원 국무원 당조 서기              |
| 2    | 딩쉐샹   |      | 국무원 부총리 (수석)    |      | 중국공산당 | 중국공산당 중앙정치국 상무위원 국무원 당조 부서기            |
| 3    | 허리펑   |      | 국무원 부총리           |      | 중국공산당 | 중국공산당 중앙정치국 비상무위원 국무원 당조 임원            |
| 4    | 장궈칭   |      | 국무원 부총리           |      | 중국공산당 | 중국공산당 중앙정치국 비상무위원 국무원 당조 임원            |
| 5    | 류궈중   |      | 국무원 부총리           |      | 중국공산당 | 중국공산당 중앙정치국 비상무위원 국무원 당조 임원            |
| 6    | 왕샤오훙 |      | 중화인민공화국 공안부장 |      | 중국공산당 | 중국공산당 중앙위원 중국공산당 중앙군사위원 국무원 당조 임원 |
| 7    | 우정룽   |      | 국무위원 및 비서장      |      | 중국공산당 | 중국공산당 중앙위원 국무원 당조 임원                         |
| 8    | 선이친   |      | 국무위원                |      | 중국공산당 | 중국공산당 중앙위원 국무원 당조 임원                         |

### 주요 산하 기관
다음 기관들은 기관장이 각료급 이상인 기관이다.
| 순위 | 상징 | 기관명                                  | 기관장                                          | 정당 | 정당       |
| ---- | ---- | --------------------------------------- | ----------------------------------------------- | ---- | ---------- |
| 1    |      | 외교부 外交部                           | 왕이 王毅                                       |      | 중국공산당 |
| 2    |      | 국방부 国防部                           | 웨이펑허 魏凤和                                 |      | 중국공산당 |
| 3    |      | 국가발전개혁위원회 国家发展和改革委员会 | 허리펑 何立峰                                   |      | 중국공산당 |
| 4    |      | 교육부 教育部                           | 천바오성 陈宝生                                 |      | 중국공산당 |
| 5    |      | 과학기술부 科学技术部                   | 왕즈강 王志刚                                   |      | 중국공산당 |
| 6    |      | 공업정보화부 工业和信息化部             | 먀오웨이 苗圩                                   |      | 중국공산당 |
| 7    |      | 국가민족사무위원회 国家民族事务委员会   | 바터얼 몽골 문자: ᠪᠠᠭᠠᠲᠤᠷ 중국어 간체자: 巴特尔 |      | 중국공산당 |
| 8    |      | 공안부 公安部                           | 자오커즈 赵克志                                 |      | 중국공산당 |
| 9    |      | 국가안전부 国家安全部                   | 천원칭 陈文清                                   |      | 중국공산당 |
| 10   |      | 민정부 民政部                           | 황수셴 黄树贤                                   |      | 중국공산당 |
| 11   |      | 사법부 司法部                           | 푸정화 傅政华                                   |      | 중국공산당 |
| 12   |      | 재정부 财政部                           | 류쿤 刘昆                                       |      | 중국공산당 |
| 13   |      | 인력자원사회보장부 人力资源和社会保障部 | 장지난 张纪南                                   |      | 중국공산당 |
| 14   |      | 자연자원부 自然资源部                   | 루하오 陆昊                                     |      | 중국공산당 |
| 15   |      | 생태환경부 生态环境部                   | 리간제 李干杰                                   |      | 중국공산당 |
| 16   |      | 주택도시농촌건설부 住房和城乡建设部     | 왕멍후이 王蒙徽                                 |      | 중국공산당 |
| 17   |      | 교통운수부 交通运输部                   | 리샤오펑 李小鹏                                 |      | 중국공산당 |
| 18   |      | 수리부 水利部                           | 어징핑 鄂竟平                                   |      | 중국공산당 |
| 19   |      | 농업농촌부 农业农村部                   | 한창푸 韩长赋                                   |      | 중국공산당 |
| 20   |      | 상무부 商务部                           | 중산 钟山                                       |      | 중국공산당 |
| 21   |      | 문화관광부 文化和旅游部                 | 뤄수강 雒树刚                                   |      | 중국공산당 |
| 22   |      | 국가위생보건위원회 国家卫生健康委员会   | 마샤오웨이 马晓伟                               |      | 중국공산당 |
| 23   |      | 퇴역군인사무부 退役军人事务部           | 쑨사오청 孙绍骋                                 |      | 중국공산당 |
| 24   |      | 응급관리부 应急管理部                   | 왕위푸 王玉普                                   |      | 중국공산당 |
| 25   |      | 중국인민은행 中国人民银行               | 이강 易纲                                       |      | 중국공산당 |
| 26   |      | 심계서 审计署                           | 후쩌쥔 胡泽君                                   |      | 중국공산당 |

## 전국인민대표대회, 공산당, 국무원의 권력관계
중국의 전국인민대표대회는 헌법 제57조에 따라 법률상으로 최고권력기관이다.  전국인민대표대회는 실제로는 중국 공산당과 지도 대 피지도의 관계에 놓여 있다. 공산당은 인사권을 통해 전국인민대표대회를 통제하고 있다. 한편 전국인민대표대회와 국무원 관계는 감독-피감독의 관계(종속관계)이지만, 실제로는 능력 면에서 국무원의 우위관계를 형성하고 있다.  전국인민대표대회는 입법권 보장 및 구성원들의 자질향상에 따라 앞으로 위상이 강화되리라 기대되고 있다.

## 같이 보기
- 전국인민대표대회